# فردریک روسنکرانتز
فردریک روسنکرانتز (انگلیسی: Fredrik Rosencrantz؛ ۲۶ اکتبر ۱۸۷۹ – ۱۵ آوریل ۱۹۵۷) سوارکار اهل سوئد بود.